# Meter vattenpelare
meter vattenpelare (förkortat mVp) är en informell tryckenhet som utgår från hur högt tryck som uppstår på ett visst vattendjup eller i botten av en behållare som fylls till en viss höjd med vatten.
10 mvp motsvarar ungefärligen atmosfärstrycket. En konsekvens av detta är att en sugande pump aldrig kan suga mer än högst 10 meter, då sugtrycket kommer att närma sig atmosfärstrycket, och det absoluta trycket närma sig vakuum och ge kavitation.
10,2 mvp motsvarar ungefär 1 bar, 100 kPa, eller 1,02 kp/cm², eller 750 mmHg.
Vid mätning av låga tryck, till exempel vid respiratorbehandling, förekommer tryckenheterna cmVp (centimeter vattenpelare) och mmVp (millimeter vattenpelare).
1 cmVp = 0,01 mVp eller knappt 100 Pa.
1 mmVp = 0,001 mVp eller knappt 10 Pa

## Definition
Trycket från en vätskepelare kan skrivas som
{\displaystyle p=\rho \cdot g\cdot h}
där p är trycket (Pa), {\displaystyle \rho } är densiteten (kg/m³), g är tyngdaccelerationen (m/s²) och h är höjden av vätskepelaren (m).
Då densiteten för vatten har en viss variation med temperaturen, och tyngdaccelerationen är lite olika på olika breddgrader så kan trycket från 1 meter vattenpelare variera med upp till som mest cirka 2 procent. Saltvatten har högre densitet än sötvatten och medför ytterligare några procents ökning av trycket från en vattenpelare av en viss höjd.
| Plats     | Breddgrad | Tyngd- acc (m/s²) | Vatten- temp (°C) | Densitet (kg/m³) | Tryck (kPa) från 1 mVp |
| --------- | --------- | ----------------- | ----------------- | ---------------- | ---------------------- |
| Ekvatorn  | 0°        | 9,7803            | 50                | 988,0            | 9,663                  |
| Rom       | 41,9° N   | 9,8034            | 30                | 995,6            | 9,760                  |
| Stockholm | 59,3° N   | 9,8186            | 15                | 999,1            | 9,809                  |
| Nordpolen | 90° N     | 9,8322            | 4                 | 999,9            | 9,832                  |
| Referens  |           | 9,80665           | 4                 | 999,9            | 9,806                  |

Alltsedan 1901 och 3:e Allmänna Konferensen för Mått och Vikt, CGPM används av praktiska skäl värdet 9,80665 m/s² som ett enhetligt värde för tyngdacceleration, och 1 mVp brukar anges till 9,81 kPa.
För komplett omvandlingstabell, se tryck.